# Lista de objetos do Sistema Solar por tamanho
Esta é uma lista dos objetos do sistema solar por tamanho (diâmetro em quilômetros para objetos esféricos, diâmetro da esfera equivalente para objetos irregulares). Estas listas também podem ser classificadas de acordo com a massa de um objeto e, para os maiores objetos, volume, densidade e gravidade de superfície, na medida em que esses valores estão disponíveis. Nesta lista estão incluídos o Sol, os planetas, planetas anões, vários dos maiores corpos menores do sistema solar (que inclui os asteroides), todos os chamados satélites naturais, e uma série de pequenos objetos de interesse histórico ou científico, tais como cometas e objetos próximos da Terra.
A ordem pode ser diferente, dependendo da classificação, por raio ou massa, porque alguns objetos são mais densos que outros. Por exemplo, Urano é maior do que Netuno, mas com menos massa, e apesar de Ganimedes e Titã ser maiores do que Mercúrio, eles têm menos da metade de sua massa. Isso significa que alguns objetos nas tabelas mais baixas, apesar de ter raios mais pequenos, podem ser mais maciços do que objetos nos quadros superiores, porque eles têm uma maior densidade.

As massas relativas dos corpos do sistema solar. Objetos menores do que Saturno não são visíveis nessa escala.
As massas relativas dos planetas do sistema solar. Júpiter tem 71% do total e Saturno tem 21% dominam o sistema. Mercúrio não é visível a esta escala.
As massas relativas dos corpos sólidos do sistema solar. Terra tem 48% e Vênus tem 39%. Corpos menos massivos que Plutão não são visíveis nessa escala.
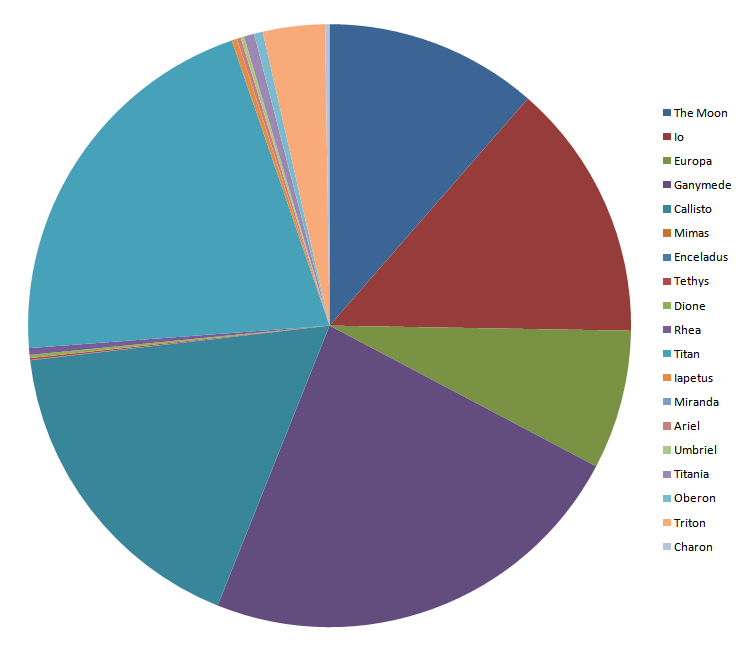
As massas relativas das luas do sistema solar. Mimas, Encélado, e Miranda são pequenos demais para ser visíveis a esta escala. Todas as luas com formas irregulares, mesmo somadas, também seriam pequenas demais para ser visíveis. Aqui, a Lua é rotulada de "Luna".

## Lista

### Objetos com raio acima de 400 km
Anteriormente acreditava-se que todos os objetos acima deste tamanho estejam provavelmente em equilíbrio hidrostático (EH), apesar de alguns corpos enumerados perto do final pode não estar se o seu tamanho estimado ou medido forem "totalmente errados" ou possuem uma composição principalmente rochosa. No entanto, Reia é o menor corpo onde medições detalhadas foram feitas e mostro com consistência que o mesmo está em equilíbrio hidrostático, ao passo que Jápeto é o maior corpo determinado a não estar em equilíbrio hidrostático, embora não têm um formato elipsoidal (ou seja, ele é redondo).
Muitos dos valores são calculados manualmente assumindo esfericidade. O tamanho dos corpos sólidos não inclui a atmosfera de um objeto. Por exemplo, Titã parece ser maior do que Ganimedes, mas o seu corpo sólido é menor. Para os gigantes gasosos, o "raio" é o ponto em que a atmosfera atinge 1 bar de pressão atmosférica. O raio dos principais anéis de Saturno é de 136 775 km.
| Corpo                  | Imagem | Raio médio (km) | Raio médio (R⊕) | Volume (109 km3) | Volume (V⊕) | Massa ×1021 kg (Yg) | Massa (M⊕) | Densidade g/cm3 | gravidade de superfície (m/s2) | gravidade de superfície (⊕) | Tipo do objeto                              | Forma                                 |
| ---------------------- | ------ | --------------- | --------------- | ---------------- | ----------- | ------------------- | ---------- | --------------- | ------------------------------ | --------------------------- | ------------------------------------------- | ------------------------------------- |
| Sol                    |        | 696 342 ± 65    | 109,3           | 1 414 300 000    | 1 305 700   | 1 988 550 000       | 333 000    | 1,408           | 274,0                          | 28,02                       | Estrela                                     | redondo (HE)                          |
| Júpiter                |        | 69 911 ± 6      | 10,97           | 1 431 280        | 1 321       | 1 898,600           | 317,83     | 1,326           | 24,79                          | 2,535                       | planeta (gigante gasoso)—com anéis          | redondo (HE)                          |
| Saturno                |        | 58 232 ± 6      | 9,14            | 827 130          | 764         | 568 460             | 95,159     | 0,687           | 10,445                         | 1,06                        | planeta (gigante gasoso)—com anéis          | redondo (HE)                          |
| Urano                  |        | 25 362 ± 7      | 3,98            | 68 340           | 63,1        | 86 832              | 14,536     | 1,27            | 8,87                           | 0,90                        | planeta (gigante gasoso)—com anéis          | redondo (HE)                          |
| Netuno                 |        | 24 622 ± 19     | 3,86            | 62 540           | 57,7        | 102 430             | 17,147     | 1,638           | 11,15                          | 1,140                       | planeta (gigante gasoso)—com anéis          | redondo (HE)                          |
| Terra                  |        | 6 371,0 ± 0,01  | 1               | 1 083,21         | 1           | 5 973,6             | 1          | 5,514           | 9,78033                        | 0,99732                     | planeta (telúrico)                          | redondo (HE)                          |
| Vênus                  |        | 6 051,8 ± 1,0   | 0,950           | 928,43           | 0,857       | 4 868,5             | 0,815      | 5,243           | 8,872                          | 0,905                       | planeta (telúrico)                          | redondo (HE)                          |
| Marte                  |        | 3 389,5 ± 0,2   | 0,532           | 163,18           | 0,151       | 641,85              | 0,107      | 3,9335 ± 0,0004 | 3,7                            | 0,38                        | planeta (telúrico)                          | redondo (HE)                          |
| Ganimedes† Júpiter III |        | 2 634,1 ± 0,3   | 0,413           | 76,30            | 0,0704      | 148,2               | 0,0248     | 1,936           | 1,428                          | 0,15                        | satélite de Júpiter                         | redondo (HE)                          |
| Titã† Saturno VI       |        | 2 574,73 ± 0,09 | 0,404           | 71,52            | 0,0660      | 134,5               | 0,0225     | 1,8798 ± 0,0044 | 1,354                          | 0,14                        | satélite de Saturno                         | redondo (HE)                          |
| Mercúrio               |        | 2 439,7 ± 1,0   | 0,383           | 60,83            | 0,0562      | 330,2               | 0,0553     | 5,427           | 3,7                            | 0,38                        | planeta (telúrico)                          | redondo (HE)                          |
| Calisto† Júpiter IV    |        | 2 410,3 ± 1,5   | 0,378           | 58,65            | 0,0541      | 107,6               | 0,018      | 1,8344 ± 0,0034 | 1,23603                        | 0,126                       | satélite de Júpiter                         | redondo (HE)                          |
| Io† Júpiter I          |        | 1821,6 ± 0,5    | 0,286           | 25,32            | 0,0234      | 89,3                | 0,015      | 3,528 ± 0,006   | 1,797                          | 0,183                       | satélite de Júpiter                         | redondo (HE)                          |
| Lua Terra I            |        | 1 737,1         | 0,273           | 21,958           | 0,0203      | 73,5                | 0,0123     | 3,3464          | 1,625                          | 0,166                       | satélite da Terra                           | redondo (HE)                          |
| Europa† Júpiter II     |        | 1 560,8 ± 0,5   | 0,245           | 15,93            | 0,0147      | 48                  | 0,00803    | 3,013 ± 0,005   | 1,316                          | 0,134                       | satélite de Júpiter                         | redondo (HE)                          |
| Tritão† Netuno I       |        | 1 353 , 4±0,9   | 0,212           | 10,38            | 0,0096      | 21,5                | 0,00359    | 2,061           | 0,782                          | 0,0797                      | satélite de Netuno                          | redondo                               |
| PlutãoR 134340         |        | 1 187           | 0,185           | 7                | 0,0066      | 13,105              | 0,0022     | 2,03 ± 0,06     | 0,61                           | 0,062                       | Planeta anão—plutino—mútiploě               | redondo                               |
| ÉrisR 136199           |        | 1 163 ± 6       | 0,182           | 7                | 0,007       | 16,7                | 0,0027     | 2,52 ± 0,05     | 0,662                          | 0,0677                      | Planeta anão—SDO—binário                    | redondo                               |
| HaumeaR 136108         |        | 798 ± 6 a 816   | 0,117           | 1,3–1,6          | 0,001       | 4,006               | 0,00069    | 2,55            | 0,44                           | 0,045                       | Planeta anão—KBO ressonante (7:12)—trinário | redondo (elipsoide escaleno)          |
| Titânia‡ Urano III     |        | 788,9 ± 1,8     | 0,124           | 2,06             | 0,0019      | 3,526               | 0,00059    | 1,711 ± 0,005   | 0,378                          | 0,0385                      | satélite de Urano                           | redondo                               |
| Reia‡ Saturno V        |        | 763,8 ± 1,0     | 0,12            | 1,87             | 0,0017      | 2,3166              | 0,00039    | 1,236 ± 0,005   | 0,26                           | 0,027                       | satélite de Saturno                         | redondo (HE)                          |
| Oberon† Urano IV       |        | 761,4 ± 2,6     | 0,12            | 1,85             | 0,0017      | 3,014               | 0,0005     | 1,63 ± 0.05     | 0,347                          | 0,035                       | satélite de Urano                           | redondo                               |
| Jápeto† Saturno VIII   |        | 734,5 ± 2,8     | 0,113           | 1,55             | 0,0014      | 1,9739              | 0,00033    | 1,088 ± 0,013   | 0,223                          | 0,0227                      | satélite de Saturno                         | redondo (não está tecnicamente em HE) |
| MakemakeR 136472       |        | 715 ± 7         |                 | 1,7              |             | 3                   | 0,00067    | 1,7             | 0,4                            |                             | Planeta anão—cubewano                       | redondo                               |
| Gonggong 225088        |        | 615 ± 25        | 0,1             | 1,0981           | 0,00101     |                     |            |                 |                                |                             | KBO ressonante (3:10)                       | desconhecido                          |
| Caronte† Plutão I      |        | 603,6           | 0,095           | 0,87             | 0,0008      | 1,52                | 0,00025    | 1,65 ± 0,06     | 0,279                          | 0,028                       | satélite de Plutão                          | redondo                               |
| Umbriel† Urano II      |        | 584,7 ± 2,8     | 0,092           | 0,84             | 0,0008      | 1,2                 | 0,00020    | 1,39 ± 0,16     | 0,234                          | 0,024                       | satélite de Urano                           | redondo                               |
| Ariel ‡ Urano I        |        | 578,9 ± 0,6     | 0,091           | 0,81             | 0,0008      | 1,35                | 0,00022    | 1,66 ± 0,15     | 0,269                          | 0,027                       | satélite de Urano                           | redondo                               |
| Dione† Saturno IV      |        | 561,7 ± 0,45    | 0,088           | 0,73             | 0,0007      | 1,096               | 0,000183   | 1,478 ± 0,003   | 0,232                          | 0,0236                      | satélite de Saturno                         | redondo (não está tecnicamente em HE) |
| Quaoar 50000           |        | 555 ± 3         |                 |                  |             | 1,6                 | 0,0003     | 2,2 ± 0,4       | 0,125                          |                             | cubewano—binário                            | desconhecido                          |
| Tétis‡ Saturno III     |        | 533 ± 0,7       | 0,083           | 0,624            | 0,0006      | 0,6173              | 0,000103   | 0,984 ± 0,003   | 0,145                          | 0,015                       | satélite de Saturno                         | redondo (não está tecnicamente em HE) |
| SednaRA 90377          |        | 500 ± 80        | 0,08            |                  |             |                     |            |                 |                                |                             | sednoide                                    | desconhecido                          |
| Ceres‡ 1               |        | 469,7 ± 0,1     | 0,076           | 0,437            | 0,0004      | 0,95                | 0,000159   | 2,077 ± 0,036   | 0,27                           | 0,0275                      | planeta anão—cinturão de asteroides         | redondo                               |
| 2002 MS4 307261        |        | 467 ± 24        | 0,07            |                  |             |                     |            |                 |                                |                             | cubewano                                    | desconhecido                          |
| OrcoR 90482            |        | 458 ± 13        | 0,07            |                  |             |                     |            | 2,47            |                                |                             | plutino—binário                             | desconhecido                          |
| Salácia 120347         |        | 425 ± 23        | 0,07            |                  |             |                     |            | 1,16+0,59 −0,36 |                                |                             | cubewano—binário                            | desconhecido                          |

## Objetos com raio entre ≈400 e ≈200 km
A maioria dos objetos nesta faixa de tamanho são esperados para ser rodados. Todos os satélites exceto Proteu são redondos, mas aqueles que têm suas formas cuidadosamente medidas não estão tecnicamente em equilíbrio hidrostático (HE). O asteroide 10 Hígia não é esférico, e 2 Palas e 4 Vesta são incertos. Como os satélites, TNOs nesta gama de tamanho são esperados para ser esféricos, assumindo que o tamanho estimado seja o correto.
| Corpo                    | Imagem | Raio médio (km) | Massa ×1021 kg (Yg) | Densidade g/cm3 | Tipo do objeto         | Forma |
| ------------------------ | ------ | --------------- | ------------------- | --------------- | ---------------------- | --- |
| 2002 AW197R 55565        |        | 380 ± 20        |                     |                 | cubewano               | desconhecido |
| Chiminigagua             |        | 376             |                     |                 | SDO                    | desconhecido |
| 2003 AZ84R 208996        |        | 360 ± 30        |                     |                 | plutino — binário      | desconhecido |
| 2002 UX25R 55637         |        | 350 ± 10        |                     | 0,82            | cubewano — binário     | desconhecido |
| Varda9 174567            |        | 350 ± 40        |                     |                 | cubewano — binário     | desconhecido |
| Disnomia Éris I          |        | 350 ± 58        |                     |                 | satélite de Éris       | desconhecido |
| 2004 GV9R 90568          |        | 340 ± 40        |                     |                 | cubewano               | desconhecido |
| Ritona9 145452           |        | 340 ± 40        |                     |                 | cubewano               | desconhecido |
| Varuna* 20000            |        | 334             | 0,37                | 0,992           | cubewano               | desconhecido |
| ÍxionR 28978             |        | 325+130 −110    |                     |                 | plutino                | desconhecido |
| 2007 JJ43 278361         |        | ca. 300         |                     |                 | cubewano               | desconhecido |
| Gǃkúnǁʼhòmdímà9 229762   |        | 300 ± 40        |                     |                 | SDO                    | desconhecido |
| Caos 19521               |        | 30 0± 70        |                     |                 | cubewano               | desconhecido |
| 2010 KZ39                |        | ca. 300         |                     |                 | cubewano               | desconhecido |
| 2012 VP113               |        | ca. 300         |                     |                 | sednoide               | desconhecido |
| 2010 RF43                |        | ca. 300         |                     |                 | SDO                    | desconhecido |
| 2005 RM439 145451        |        | ca. 300         |                     |                 | SDO                    | desconhecido |
| 2001 UR1639 42301        |        | ca. 300         |                     |                 | SDO                    | desconhecido |
| 2002 TC302 84522         |        | 290 ± 50        |                     |                 | KBO resonante (2:5)    | desconhecido |
| 2003 UZ4139              |        | ca. 280         |                     |                 | plutino                | desconhecido |
| 2008 ST291               |        | ca. 280         |                     |                 | SDO                    | desconhecido |
| 2010 RE64                |        | ca. 280         |                     |                 | SDO                    | desconhecido |
| 2010 FX86                |        | ca. 280         |                     |                 | cubewano               | desconhecido |
| 2002 XV93                |        | 280±10          |                     |                 | plutino                | desconhecido |
| 2006 QH1819              |        | ca. 280         |                     |                 | SDO                    | desconhecido |
| 2004 XR190               |        | ca. 270         |                     |                 | SDO                    | desconhecido |
| Vesta$ 4                 |        | 262,7 ± 0,1     | 0,259076 ± 0,000001 | 3,456           | cinturão de asteroides | arredondada (não está tecnicamento em equilíbrio hidrostático: congelado em forma elipsoidal e com grandes bacias de impacto) |
| 2003 VS2 84922           |        | 260 ± 20        |                     |                 | plutino                | desconhecido |
| 2004 TY364* 120348       |        | ca. 260         |                     |                 | cubewano               | desconhecido |
| 2010 VK201               |        | ca. 260         |                     |                 | cubewano               | desconhecido |
| Palas$ 2                 |        | 256 ± 3         | 0,211               | 2,8             | cinturão de asteroides | incerto |
| 2003 QX113               |        | ca. 250         |                     |                 | SDO                    | desconhecido |
| Encélado‡ Saturno II     |        | 252,1 ± 0,2     | 0,1080 ± 0,0001     | 1,609 ± 0,005   | satélite de Saturno    | redondo (não está tecnicamente em HE: forma elipsoidal congelada)                                                             |
| 2005 UQ5139 202421       |        | 250±40          |                     |                 | cubewano               | desconhecido |
| 2010 TY53                |        | desconhecido    |                     |                 | centauro estendido     | desconhecido |
| 2011 GM27                |        | desconhecido    |                     |                 | SDO                    | desconhecido |
| 2006 HH123               |        | desconhecido    |                     |                 | desconhecido           | desconhecido |
| 2010 TJ                  |        | desconhecido    |                     |                 | SDO                    | desconhecido |
| 2010 VZ98                |        | desconhecido    |                     |                 | SDO                    | desconhecido |
| 2011 FW62                |        | desconhecido    |                     |                 | cubewano               | desconhecido |
| 2010 EK139               |        | 240 ± 70        |                     |                 | SDO                    | desconhecido |
| Miranda‡ Urano V         |        | 235,8 ± 0,7     | 0,0659 ± 0,0075     | 1,20 ± 0,15     | satélite de Urano      | redondo |
| 2005 TB190 145480        |        | 230 ± 30        |                     |                 | objeto separado        | desconhecido |
| 1999 DE9 26375           |        | 230 ± 20        |                     |                 | KBO ressonante (2:5)   | desconhecido |
| 2003 FY128 120132        |        | 230 ± 10        |                     |                 | SDO                    | desconhecido |
| HuyaR 38628              |        | 229 ± 5         |                     |                 | plutino                | desconhecido |
| 2002 KX149 119951        |        | desconhecido    |                     |                 | cubewano               | desconhecido |
| 2002 VR128 84719         |        | 220 ± 20        |                     |                 | plutino                | desconhecido |
| 2002 WC19 119979         |        | desconhecido    |                     |                 | twotino — binário      | desconhecido |
| Hígia$ 10                |        | 215 ± 4         |                     |                 | cinturão de asteroides | irregular |
| Proteu ‡ Netuno VIII (8) |        | 210 ± 7         | 0,044               | 1,3             | satélite de Netuno     | irregular |
| 2005 QU1829 303775       |        | 210 ± 40        |                     |                 | SDO                    | desconhecido |
| 2004 NT33                |        | 210 ± 40        |                     |                 | cubewano               | desconhecido |
| 1999 CD158               |        | ca. 210         |                     |                 | KBO ressonante (4:7)   | desconhecido |
| 2004 PF115 175113        |        | 203 ± 43        |                     |                 | plutino                | desconhecido |
| 1998 SN165* 35671        |        | 200 ± 20        |                     |                 | cubewano               | desconhecido |
| 2001 QF298               |        | 200 ± 20        |                     |                 | plutino                | desconhecido |
| 2000 YW134* 82075        |        | ca. 200         |                     |                 | SDO                    | desconhecido |
| 1996 GQ21* 26181         |        | ca. 200         |                     |                 | SDO                    | desconhecido |

## Objetos selecionados com raio entre 200 e 100 km
Os objetos com raio entre 200 e 100 km (400 e 200 km de diâmetro). Os maiores deles podem estar acima do limite de equilíbrio hidrostático, mas a maioria é irregular. A maioria dos objetos transnetunianos (TNOs) listados com um raio menor que 200 km "assumindo tamanhos com base em um albedo genérico de 0,09", uma vez que estão muito longe e não é possível medir diretamente seus tamanhos com os instrumentos existentes. Esta lista não está completa, faltando muitos pouco TNOs conhecidos.
| Corpo                   | Imagem | Raio médio (km) | Massa ×1018 kg (Zg)    | Tipo do objeto                                    | Forma |
| Mimas‡ Saturno I        |        | 198,2 ± 0,4     | 37,49 ± 0,03           | satélite de Saturno                               | redondo (menor corpo celeste atualmente conhecido a ter uma forma elipsoidal, mas não está tecnicamente em equilíbrio hidrostático) |
| Vanth Orco I            |        | 190 ± 50        |                        | satélite de Orco                                  | desconhecido |
| Ilmarë Varda I          |        | 180 ± 20        |                        | satélite de Varda                                 | desconhecido |
| 1996 TL66 15874         |        | 170 ± 10        |                        | SDO                                               | desconhecido |
| Nereida Netuno II       |        | 170 ± 30        |                        | satélite de Netuno                                | irregular |
| 2004 XA192 230965       |        | 170 ± 60        |                        | SDO                                               | desconhecido |
| 2001 FP185 82158        |        | 166 ± 28        |                        | SDO                                               | desconhecido |
| Interamnia M 704        |        | 163 ± 1         | 37                     | cinturão de asteroides—tipo F                     | irregular |
| Europa$ 52              |        | 158 ± 4         | 16.5                   | cinturão de asteroides—tipo C                     | irregular |
| Hiʻiaka Haumea I        |        | ≈155            | 20                     | satélite de Haumea                                | desconhecido |
| 1995 SN55               |        | ca. 150         |                        | perdido—centauro ou TNO transitório               | desconhecido |
| Davida$ 511             |        | 145 ± 10        | 43,8                   | cinturão de asteroides—tipo C                     | irregular |
| Sylvia$ 87              |        | 143 ± 5         | 14,78                  | cinturão de asteroides (exterior)—tipo X—trinário | irregular |
| Actaea Salácia I        |        | 140 ± 10        |                        | satélite de Salácia                               | desconhecido |
| Cybele$ 65              |        | 136 ± 6         | 17,8                   | cinturão de asteroides (exterior)—tipo C          | irregular |
| Juno$ 3                 |        | 136 ± 11        | 26,7                   | cinturão de asteroides—tipo S                     | irregular |
| Hipérion Saturno VII    |        | 135 ± 4         | 5,58                   | satélite de Saturno                               | irregular |
| Eunomia$ 15             |        | 134 ± 7         | 31,2                   | cinturão de asteroides—tipo S                     | irregular |
| Camilla$ 107            |        | 129 ± 7         | 11,2                   | cinturão de asteroides (exterior)—tipo C—binário  | irregular |
| EuphrosyneM 31          |        | 128 ± 3         | 6,23                   | cinturão de asteroides—tipo C                     | irregular |
| Psique$ 16              |        | 127 ± 2         | 21,9                   | cinturão de asteroides—tipo m                     | irregular |
| 2005 RR43 145453        |        | 126             |                        | cubewano—família Haumea                           | desconhecido |
| Cáriclo 10199           |        | 124 ± 9         |                        | centauro—com anéis                                | desconhecido |
| 2007 RW10 309239        |        | 124 ± 15        |                        | TNO—quasi-satélite de Netuno                      | desconhecido |
| Sila9 79360             |        | 125 ± 50        | 11                     | cubewano—binário (Nunam)                          | desconhecido |
| BambergaM 324           |        | 117 ± 4         | 10                     | cinturão de asteroides—tipo C                     | |
| Patientia 451           |        | 117 ± 5         |                        | cinturão de asteroides                            | irregular |
| 2001 QC298              |        | 117+11 −12      | 11,88 ± 0,14 (sistema) | objeto clássico quente—binário                    | desconhecido |
| Quíron* 2060 95P/Chiron |        | 116 ± 7         |                        | centauro                                          | desconhecido |
| Thisbe $ 88             |        | 113 ± 6         | 10,5 M                 | cinturão de asteroides—tipo B                     | irregular |
| Hektor 624              |        | 113 ± 8         | 10                     | Júpiter (L4)—binário                              | irregular |
| Ceto 65489              |        | 112 ± 10        | 5,4                    | centauro estendido—binário                        | desconhecido |
| Herculina 532           |        | 111 ± 2         |                        | cinturão de asteroides—tipo S                     | irregular |
| Doris 48                |        | 111 ± 4         |                        | cinturão de asteroides                            | irregular |
| Nunam 79360             |        | 110 ± 50        |                        | Secundário de Sila                                | desconhecido |
| EugeniaM 45             |        | 107 ± 2         | 5,69                   | cinturão de asteroides—tipo F—trinário            | irregular |
| Febe $ Saturno IX       |        | 106,5 ± 0,7     | 8,29 ± 0,01            | satélite de Saturno                               | anteriormente redondo |
| Amphitrite$ 29          |        | 106 ± 3         | 11,8                   | cinturão de asteroides—tipo S                     | irregular |
| Bienor 54598            |        | 105 ± 15        |                        | centauro                                          | desconhecido |
| Deucalion 53311         |        | ca. 105         |                        | cubewano                                          | desconhecido |
| Diotima 423             |        | 104 ± 3         |                        | cinturão de asteroides—tipo C                     | irregular |
| EgériaM 13              |        | 104 ± 4         | 16,3                   | cinturão de asteroides—tipo G                     | irregular |
| Fortuna $ 19            |        | 104 ± 6         | 12,7                   | cinturão de asteroides—tipo G                     | irregular |
| Aurora 94               |        | 102 ± 2         |                        | cinturão de asteroides                            | irregular |
| Íris$ 7                 |        | 100 ± 5         | 13,6                   | cinturão de asteroides—tipo S                     | irregular |
| Daphne 41               |        | 100 ± 5         |                        | cinturão de asteroides                            | irregular |
| Themis M 24             |        | 100 ± 10        | 11,3                   | cinturão de asteroides—tipo C—família Themis      | |

## Objetos selecionados com raio entre 100 e 50 km
Os objetos com raio entre 100 e 50 km (200 km a 100 km de diâmetro médio). Os objetos listados incluem atualmente a maioria dos objetos nesta faixa de tamanho são do cinturão de asteroides e luas dos gigantes gasosos, mas muitos objetos recém descobertos no sistema solar exterior estão faltando, como aqueles incluídos na seguinte referência. tipos espectrais dos asteroide são principalmente com base na classificação Tholen, mas alguns podem ser baseados na classificação SMASS.
| Corpo                       | Imagem | Ráio médio (km) | Massa ×1018 kg (Zg) | Tipo do objeto/Notas                                      |
| --------------------------- | ------ | --------------- | ------------------- | --------------------------------------------------------- |
| Alauda 702                  |        | 97 ± 3          | 6,05                | asteroide do cinturão principal—tipo C—binário            |
| Larissa Netuno VII (7)      |        | 97 ± 3          |                     | satélite de Netuno                                        |
| Ursula 375                  |        | 96 ± 3          |                     | asteroide do cinturão principal                           |
| S/2002 (2001 QC298) 1       |        | 96+9 −10        |                     | satélite de 2001 QC298                                    |
| HermioneM 121               |        | 95 km           | 5,38                | asteroide do cinturão principal (exterior)—tipo C—binário |
| Palma 372                   |        | 96 ± 2          |                     | asteroide do cinturão principal                           |
| Metis$ 9                    |        | 95 ± ??         | 11,3                | asteroide do cinturão principal                           |
| Nêmesis 128                 |        | 92 ± 3          | 7                   | asteroide do cinturão principal—tipo C                    |
| Hebe $ 6                    |        | 93 ± ??         | 12,8                | asteroide do cinturão principal—tipo S                    |
| Folo 5145                   |        | 92 ± 8          | 6,6                 | centauro                                                  |
| Bertha 154                  |        | 93 ± 1          |                     | asteroide do cinturão principal—tipo C                    |
| Freia 76                    |        | 92 ± 2          | 6,5                 | asteroide do cinturão principal (exterior)—família Cybele |
| ElectraM 130                |        | 91 ± 6          | 6,6                 | asteroide do cinturão principal—tipo G—binário            |
| Radamanto 38083             |        | 40–140          |                     | objeto do cinturão de Kuiper                              |
| Jano$ Saturno X (10)        |        | 89,5 ± 1.4      | 1,912               | satélite de Saturno                                       |
| Aletheia 259                |        | 95 ± 3          | 5,97                | asteroide do cinturão principal                           |
| Galateia Netuno VI (6)      |        | 88 ± 4          | 2,12                | satélite de Netuno                                        |
| Teharonhiawako 88611        |        | 80 ± ??         |                     | objeto transnetuniano—cubewano—binário                    |
| Tifão 42355                 |        | 81 ± 4          |                     | objeto transnetuniano—binário                             |
| Lachesis 120                |        | 87 ± ??         | 5,5                 | asteroide do cinturão principal                           |
| Winchester 747              |        | 85 ± 3          |                     | asteroide do cinturão principal                           |
| Hilda 153                   |        | 85 ± ??         | 5,2                 | asteroide do cinturão principal—família Hilda             |
| Himalia M Júpiter VI (6)    |        | 85 ± ??         | 4,19                | Satélite de Júpiter—Grupo Himalia                         |
| Namaka Haumea II            |        | ca. assumido 85 | 2                   | Satélite de Haumea                                        |
| Puck Urano XV (15)          |        | 81 ± 2          |                     | satélite de Urano                                         |
| Aegle 96                    |        | 84 ± 3          | 5,1                 | asteroide do cinturão principal                           |
| Germania 241                |        | 89 ± 4          | 5,05                | asteroide do cinturão principal—tipo C                    |
| Prokne 194                  |        | 85 ± 3          | 5                   | asteroide do cinturão principal—tipo C                    |
| Stereoskopia 566            |        | 84              |                     | asteroide do cinturão principal (exterior)—família Cybele |
| Amalteia Júpiter V (5)      |        | 83,45 ± 2.4     | 2.08 ± 0.15         | Satélite de Júpiter$                                      |
| Agamemnon 911               |        | 83 ± ??         |                     | troiano de Júpiter                                        |
| Kalliope 22                 |        | 90 ± 2          | 8,09M               | asteroide do cinturão principal—tipo M—binário            |
| Borasisi 66652              |        | 70–90?          |                     | objeto transnetuniano—cubewano—binário                    |
| Siegena 386                 |        | 85 ± 4          |                     | asteroide do cinturão principal—tipo C                    |
| Elpis 59                    |        | 82 ± 3          |                     | asteroide do cinturão principal                           |
| Diomedes 1437               |        | 82 ± 2          | 4,6                 | troiano de Júpiter                                        |
| GyptisM 444                 |        | 82 ± 5          | 12,5                | asteroide do cinturão principal—tipo C                    |
| Aspasia 409                 |        | 88 ± 2          | 4,42                | asteroide do cinturão principal—tipo C                    |
| Dioretsa 20461              |        | desconhecido    |                     | centauro—Damocloide                                       |
| Dido 209                    |        | 70 ± 5          | 4,28                | asteroide do cinturão principal—tipo C                    |
| Chicago 334                 |        | 84 ± 4          |                     | asteroide do cinturão principal—tipo C                    |
| Hispania 804                |        | 74 ± 2          | 9,95                | asteroide do cinturão principal—tipo P                    |
| Eunike 185                  |        | 80 ± 3          | 4,09                | asteroide do cinturão principal                           |
| Juewa 139                   |        | 81 ± 4          | 4                   | asteroide do cinturão principal                           |
| Io 85                       |        | 80 ± ??         | 3,4                 | asteroide do cinturão principal                           |
| Loreley 165                 |        | 82 ± 4          | 3,91                | asteroide do cinturão principal—tipo C                    |
| Pretoria 790                |        | 80,49           |                     | asteroide do cinturão principal (exterior)—família Cybele |
| Ino 173                     |        | 80 ± 3          |                     | asteroide do cinturão principal—tipo C                    |
| Altjira 9 148780            |        | 60–100          |                     | objeto transnetuniano—cubewano                            |
| Eleonora 354                |        | 77 ± 3          |                     | asteroide do cinturão principal—tipo S                    |
| Letícia 39                  |        | 76,9            | 3,5                 | asteroide do cinturão principal                           |
| Irene 14                    |        | 76 ± ??         | 8,2                 | asteroide do cinturão principal                           |
| Julia 89                    |        | 74 ± 4          | 3,6                 | asteroide do cinturão principal—tipo S                    |
| Merapi 536                  |        | 76 ± 2          |                     | asteroide do cinturão principal                           |
| Berbericia 776              |        | 76 ± 2          |                     | asteroide do cinturão principal                           |
| Adeona 145                  |        | 75 ± 3          | 3,6                 | asteroide do cinturão principal—família Adeona            |
| Nuwa 150                    |        | 73 ± 5          | 3,62                | asteroide do cinturão principal—tipo C                    |
| Despina Netuno V (5)        |        | 75 ± 3          |                     | satélite de Netuno                                        |
| Sycorax Urano XVII (17)     |        | 75 (assumido)   | 2,3                 | satélite de Urano                                         |
| Manwë 385446                |        | ca. 75          |                     | KBO ressonante (4:7)—binário                              |
| Pales M 49                  |        | 74,9            | 2,69                | asteroide do cinturão principal—tipo C                    |
| S/2007 (148780) 1 Altjira I |        | 50–90           |                     | Secundário de Altjira                                     |
| Lomia 117                   |        | ca. 70          | 3,4                 | asteroide do cinturão principal—tipo C                    |
| Hypatia 238                 |        | ca. 70          |                     | asteroide do cinturão principal—tipo C                    |
| Sibylla 168                 |        | ca. 70          | 3,42                | asteroide do cinturão principal—tipo C                    |
| EmmaM 283                   |        | ca. 70          | 1,38                | asteroide do cinturão principal—binário                   |
| Nemausa 51                  |        | ca. 70          |                     | asteroide do cinturão principal                           |
| Dione 106                   |        | ca. 70          |                     | asteroide do cinturão principal—tipo G                    |
| Melibeia 137                |        | ca. 70          | 3,2                 | asteroide do cinturão principal                           |
| Massalia$ 20                |        | ca. 70          | 5,67                | asteroide do cinturão principal                           |
| Isolda 211                  |        | ca. 70          | 3,07                | asteroide do cinturão principal—tipo C                    |
| Äneas 1172                  |        | ca. 70          |                     | troiano de Júpiter                                        |
| Vibilia 144                 |        | ca. 70          | 3                   | asteroide do cinturão principal                           |
| Princetonia 508             |        | ca. 70          |                     | asteroide do cinturão principal                           |
| Helio 895                   |        | ca. 70          |                     | asteroide do cinturão principal—tipo B                    |
| Bononia 361                 |        | ca. 70          |                     | asteroide do cinturão principal—tipo D                    |
| Bertholda 420               |        | ca. 70          |                     | asteroide do cinturão principal—tipo P                    |
| Minerva 93                  |        | ca. 70          | 2,9                 | asteroide do cinturão principal—tipo C—trinário           |
| Patroclus 617               |        | ca. 70          |                     | troiano de Júpiter—binário                                |
| Polyxo 308                  |        | ca. 70          |                     | asteroide do cinturão principal—tipo T                    |
| Melpômene 18                |        | ca. 70          | 3                   | asteroide do cinturão principal                           |
| Adorea 268                  |        | ca. 70          |                     | asteroide do cinturão principal                           |
| Dembowska 349               |        | ca. 70          |                     | asteroide do cinturão principal—tipo R                    |
| Comacina 489                |        | ca. 70          |                     | asteroide do cinturão principal                           |
| Hesperia 69                 |        | ca. 70          | 2,76                | asteroide do cinturão principal—tipo M                    |
| Alexandra 54                |        | ca. 70          |                     | asteroide do cinturão principal                           |
| Pulcova 762                 |        | ca. 70          |                     | asteroide do cinturão principal—tipo C—binário            |
| Pabu Borasisi I             |        | ca. 70          |                     | Secundário de Borasisi                                    |
| Philomela 196               |        | ca. 70          |                     | asteroide do cinturão principal—tipo S                    |
| Medea 212                   |        | ca. 70          | 2,64                | asteroide do cinturão principal                           |
| Arethusa 95                 |        | ca. 70          | 2,6                 | asteroide do cinturão principal                           |
| Pórcia Urano XII (12)       |        | 68 ± 4          | 1,7                 | satélite de Urano                                         |
| Achilles 588                |        | ca. 70          |                     | troiano de Júpiter                                        |
| Wratislavia 690             |        | ca. 70          |                     | asteroide do cinturão principal                           |
| Ate 111                     |        | ca. 70          |                     | asteroide do cinturão principal—tipo C                    |
| Eukrate 247                 |        | ca. 70          |                     | asteroide do cinturão principal—tipo C                    |
| Erminia 705                 |        | ca. 70          |                     | asteroide do cinturão principal                           |
| Papagena 471                |        | ca. 70          |                     | asteroide do cinturão principal—tipo C                    |
| Fórcis Ceto I               |        | 86 ± 5          | 1,67                | satélite de Ceto                                          |
| Protogeneia 147             |        | ca. 70          | 2,5                 | asteroide do cinturão principal                           |
| Menoetius Patroclus I       |        | ca. 70          |                     | Secundário de Patroclus                                   |
| Desiderata 344              |        | ca. 70          |                     | asteroide do cinturão principal—tipo C                    |
| Lucina 146                  |        | ca. 70          | 2,4                 | asteroide do cinturão principal                           |
| Lumen 141                   |        | ca. 70          | 1,6                 | asteroide do cinturão principal—tipo C                    |
| Liguria 356                 |        | ca. 70          |                     | asteroide do cinturão principal                           |
| Partênope 11                |        | ca. 70          | 6,15M               | asteroide do cinturão principal                           |
| Lamberta 187                |        | ca. 70          | 2,37                | asteroide do cinturão principal—tipo C                    |
| Aurelia 419                 |        | ca. 60          |                     | asteroide do cinturão principal—tipo F                    |
| Dynamene 200                |        | ca. 60          |                     | asteroide do cinturão principal                           |
| Flora 8                     |        | ca. 60          | 8,47                | asteroide do cinturão principal—tipo S—família Flora      |
| Boliviana 712               |        | ca. 60          |                     | asteroide do cinturão principal—tipo X                    |
| Zelinda 654                 |        | ca. 60          |                     | asteroide do cinturão principal                           |
| Hippo 426                   |        | ca. 60          |                     | asteroide do cinturão principal                           |
| Aglaja 47                   | pic    | ca. 60          |                     | asteroide do cinturão principal—tipo C                    |
| Thule 279                   |        | ca. 60          |                     | asteroide do cinturão principal—tipo D                    |
| Undina 92                   |        | ca. 60          | 2,1                 | asteroide do cinturão principal—tipo M                    |
| Anchises 1173               |        | ca. 60          |                     | troiano de Júpiter                                        |
| Odysseus 1143               |        | ca. 60          |                     | troiano de Júpiter (L4)                                   |
| Argentina 469               |        | ca. 60          |                     | asteroide do cinturão principal—família Cybele            |
| Aemilia 159                 |        | ca. 60          | 1,4                 | asteroide do cinturão principal                           |
| Thia 405                    |        | ca. 60          |                     | asteroide do cinturão principal—tipo C                    |
| Marianna 602                |        | ca. 60          |                     | asteroide do cinturão principal                           |
| Hestia 46                   |        | ca. 60          | 3,5–21              | asteroide do cinturão principal                           |
| Cleópatra 216               |        | ca. 60          |                     | asteroide do cinturão principal—tipo M—trinário           |
| Klymene 104                 |        | ca. 60          | 2                   | asteroide do cinturão principal                           |
| Chloris 410                 |        | ca. 60          |                     | asteroide do cinturão principal—tipo C                    |
| Sofrósina 134               |        | ca. 60          | 2                   | asteroide do cinturão principal                           |
| Gudrun 328                  |        | ca. 60          | 1,94                | asteroide do cinturão principal—tipo S                    |
| Deiphobus 1867              |        | ca. 60          |                     | troiano de Júpiter                                        |
| Leto 68                     |        | ca. 60          |                     | asteroide do cinturão principal—tipo S                    |
| Panopaea 70                 |        | ca. 60          |                     | asteroide do cinturão principal—tipo C                    |
| Sawiskera Teharonhiawako I  |        | ca. 60          |                     | Secundário de Teharonhiawako                              |
| Joana 127                   |        | ca. 60          |                     | asteroide do cinturão principal                           |
| Adelheid 276                |        | ca. 60          |                     | asteroide do cinturão principal                           |
| Iduna 176                   |        | ca. 60          |                     | asteroide do cinturão principal—tipo G                    |
| Xanthippe 156               |        | ca. 60          |                     | asteroide do cinturão principal—tipo S                    |
| Bellona 28                  |        | ca. 60          |                     | asteroide do cinturão principal—tipo C                    |
| Semele 86                   |        | ca. 60          |                     | asteroide do cinturão principal—tipo C                    |
| Diana 78                    |        | ca. 60          |                     | asteroide do cinturão principal—tipo C                    |
| Myrrha 381                  |        | ca. 60          |                     | asteroide do cinturão principal—tipo C—                   |
| Henrietta 225               |        | ca. 60          | 1,83                | asteroide do cinturão principal—tipo C—família Cybele     |
| Elfriede 618                |        | ca. 60          |                     | asteroide do cinturão principal—tipo C—                   |
| Artemis 105                 |        | ca. 60          | 1,8                 | asteroide do cinturão principal—tipo C                    |
| Terpsichore 81              |        | ca. 60          |                     | asteroide do cinturão principal—tipo C                    |
| Astreia 5                   |        | ca. 60          | 2,9                 | asteroide do cinturão principal                           |
| Galatea 74                  |        | ca. 60          | 1,8                 | asteroide do cinturão principal—tipo C                    |
| Ornamenta 350               |        | ca. 60          |                     | asteroide do cinturão principal—tipo C                    |
| Tanete 772                  |        | ca. 60          |                     | asteroide do cinturão principal—tipo C                    |
| Hedwig 476                  |        | ca. 60          |                     | asteroide do cinturão principal                           |
| Freda 1093                  |        | ca. 60          |                     | asteroide do cinturão principal                           |
| Ophelia 171                 |        | ca. 60          |                     | asteroide do cinturão principal—tipo C—família Themis     |
| Ulla 909                    |        | ca. 60          |                     | asteroide do cinturão principal                           |
| Páris 3317                  |        | ca. 60          |                     | troiano de Júpiter                                        |
| Pompeja 203                 |        | ca. 60          |                     | asteroide do cinturão principal                           |
| Macaão 3063                 |        | ca. 60          | 1,6                 | troiano de Júpiter                                        |
| 2006 SQ372 308933           |        | ca. 60          |                     | TNO                                                       |
| Leda 38                     |        | ca. 60          | 1,6                 | asteroide do cinturão principal                           |
| Carlova 360                 |        | ca. 60          |                     | asteroide do cinturão principal                           |
| Brixia 521                  |        | ca. 60          |                     | asteroide do cinturão principal                           |
| Veritas 490                 |        | ca. 60          |                     | asteroide do cinturão principal—família Veritas           |
| Tisiphone 466               |        | ca. 60          |                     | asteroide do cinturão principal—tipo C                    |
| Kalypso 53                  |        | ca. 60          |                     | asteroide do cinturão principal                           |
| Alcathous 2241              |        | ca. 60          |                     | troiano de Júpiter                                        |
| Charybdis 388               |        | ca. 60          |                     | asteroide do cinturão principal—tipo C                    |
| Circe 34                    |        | ca. 60          | 1,5                 | asteroide do cinturão principal—tipo C                    |
| Epimeteu Saturno XI (11)    |        | 58 ± 2          | 0,5304              | satélite de Saturno$                                      |
| Scheila 596                 |        | ca. 60          |                     | asteroide do cinturão principal                           |
| Melete 56                   |        | ca. 60          | 1,5                 | asteroide do cinturão principal                           |
| Antigone 129                |        | ca. 60          | 2                   | asteroide do cinturão principal—níquel–ferro              |
| Victória 12                 |        | ca. 60          |                     | asteroide do cinturão principal—tipo S                    |
| Mnemosyne 57                |        | ca. 60          |                     | asteroide do cinturão principal                           |
| Messalina 545               |        | ca. 60          |                     | asteroide do cinturão principal                           |
| Teucro 2797                 |        | ca. 60          |                     | troiano de Júpiter (L4)                                   |
| Automedonte 2920            |        | ca. 60          |                     | troiano de Júpiter (L4)                                   |
| Aegina 91                   |        | ca. 50          | 1,4                 | asteroide do cinturão principal—tipo C                    |
| Siwa 140                    |        | ca. 50          | 1,4                 | asteroide do cinturão principal                           |
| Tauris 814                  |        | ca. 50          |                     | asteroide do cinturão principal                           |
| Polyxena 595                |        | ca. 50          |                     | asteroide do cinturão principal                           |
| Athamantis 230              |        | ca. 50          |                     | asteroide do cinturão principal—tipo S                    |
| Nestor 659                  |        | ca. 50          |                     | troiano de Júpiter                                        |
| Fides 37                    |        | ca. 50          | 1,3                 | asteroide do cinturão principal—tipo S                    |
| Armida 514                  |        | ca. 50          |                     | asteroide do cinturão principal                           |
| Thalia 23                   |        | ca. 50          | 1,3                 | asteroide do cinturão principal—tipo S                    |
| Mandeville 739              |        | ca. 50          |                     | asteroide do cinturão principal—tipo X                    |
| Harmonia 40                 |        | ca. 50          | 1,3                 | asteroide do cinturão principal—tipo S                    |
| Eucharis 181                |        | ca. 50          | 1,2                 | asteroide do cinturão principal—tipo K                    |
| Hermentaria 346             |        | ca. 50          |                     | asteroide do cinturão principal—tipo S                    |
| Ninina 357                  |        | ca. 50          |                     | asteroide do cinturão principal                           |
| Marion 506                  |        | ca. 50          |                     | asteroide do cinturão principal—tipo C                    |
| Corduba 365                 |        | ca. 50          |                     | asteroide do cinturão principal—tipo C                    |
| Atalante 36                 |        | ca. 50          |                     | asteroide do cinturão principal                           |
| Luscinia 713                |        | ca. 50          |                     | asteroide do cinturão principal—tipo C                    |
| Rollandia 1269              |        | ca. 50          |                     | asteroide do cinturão principal                           |
| Eva 164                     |        | ca. 50          |                     | asteroide do cinturão principal—tipo C                    |
| Ianthe 98                   |        | ca. 50          | 1,2                 | asteroide do cinturão principal—tipo C                    |
| Vanadis 240                 |        | ca. 50          |                     | asteroide do cinturão principal—tipo C                    |
| Eos 221                     |        | ca. 50          |                     | asteroide do cinturão principal—tipo K—família Eos        |
| Hohensteina 788             |        | ca. 50          |                     | asteroide do cinturão principal                           |
| Ani 791                     |        | ca. 50          |                     | asteroide do cinturão principal                           |
| Troilus 1208                |        | ca. 50          |                     | troiano de Júpiter                                        |
| Nausikaa 192                |        | ca. 50          |                     | asteroide do cinturão principal—tipo S                    |
| Ausonia 63                  |        | ca. 50          | 1,1                 | asteroide do cinturão principal—tipo S                    |
| Leukothea 35                |        | ca. 50          | 1,1                 | asteroide do cinturão principal—tipo C                    |
| Kythera 570                 |        | ca. 50          |                     | asteroide do cinturão principal                           |
| Asterope 233                |        | ca. 50          |                     | asteroide do cinturão principal—tipo T                    |
| Euforbo 4063                |        | ca. 50          |                     | troiano de Júpiter                                        |
| Antilochus 1583             |        | ca. 50          |                     | troiano de Júpiter                                        |
| Abastumani 1390             |        | ca. 50          |                     | asteroide do cinturão principal                           |
| Helga 522                   |        | ca. 50          |                     | asteroide do cinturão principal—família Cybele            |
| Andromache 175              |        | ca. 50          |                     | asteroide do cinturão principal—tipo C                    |
| Kolga 191                   |        | ca. 50          | 1,08                | asteroide do cinturão principal—tipo C                    |
| Gerlinde 663                |        | ca. 50          |                     | asteroide do cinturão principal                           |
| Notburga 626                |        | ca. 50          |                     | asteroide do cinturão principal                           |
| Aquitania 387               |        | ca. 50          |                     | asteroide do cinturão principal—tipo S                    |
| Isis 42                     |        | ca. 50          |                     | asteroide do cinturão principal—tipo S                    |
| Urania 30                   |        | ca. 50          |                     | asteroide do cinturão principal—tipo S                    |